# J.B. Wolters

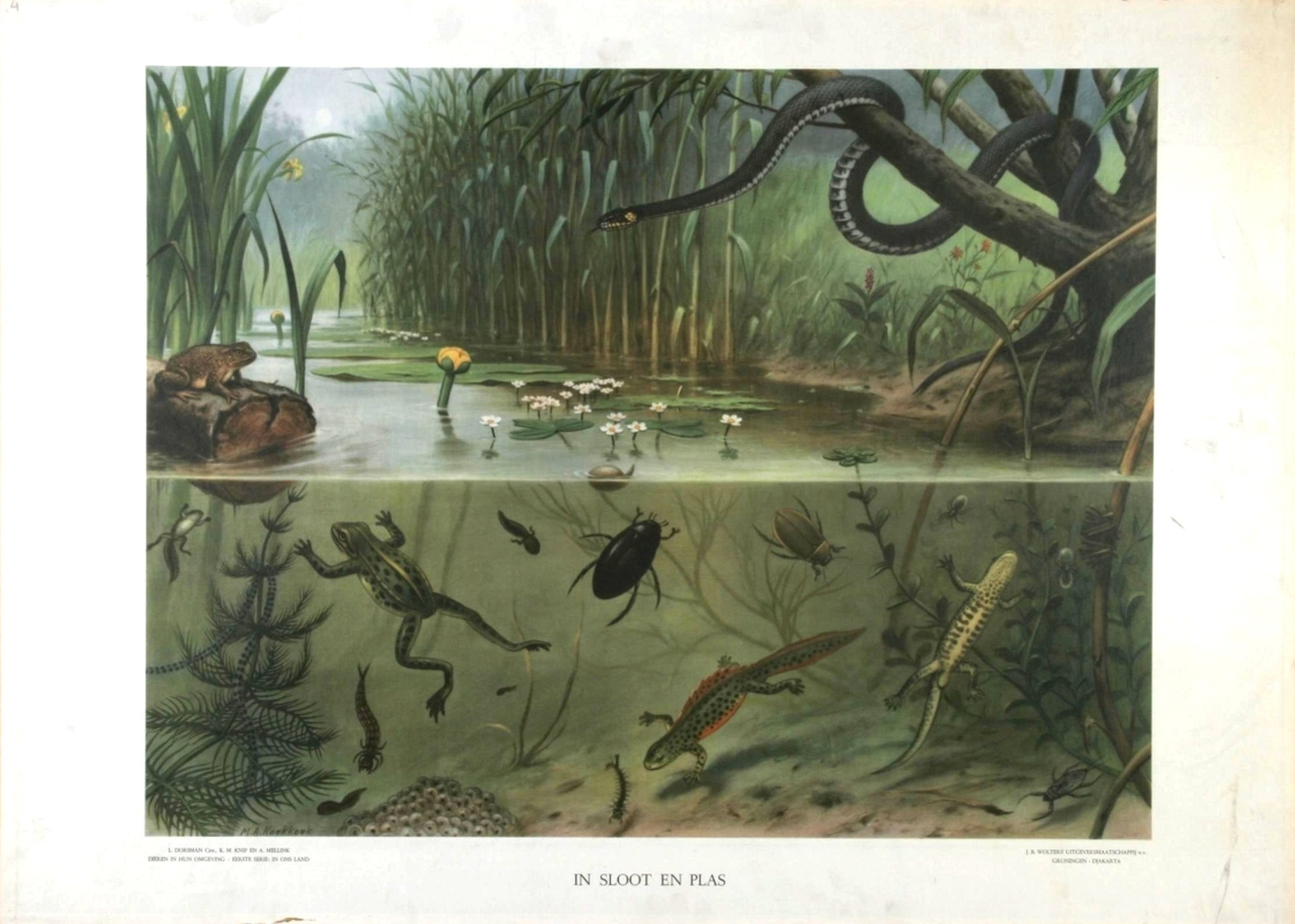
Schoolplaat Dieren in hun omgeving - In sloot en plas (L. Dorsman, K. M. Knip, A. Mellink, M. A. Koekoek, uitg. J. B. Wolters)

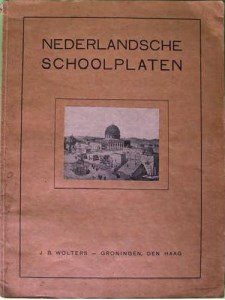
Catalogus voor de Nederlandsche Schoolplaten, J. B. Wolters - Groningen, Den Haag Wolters, 1927

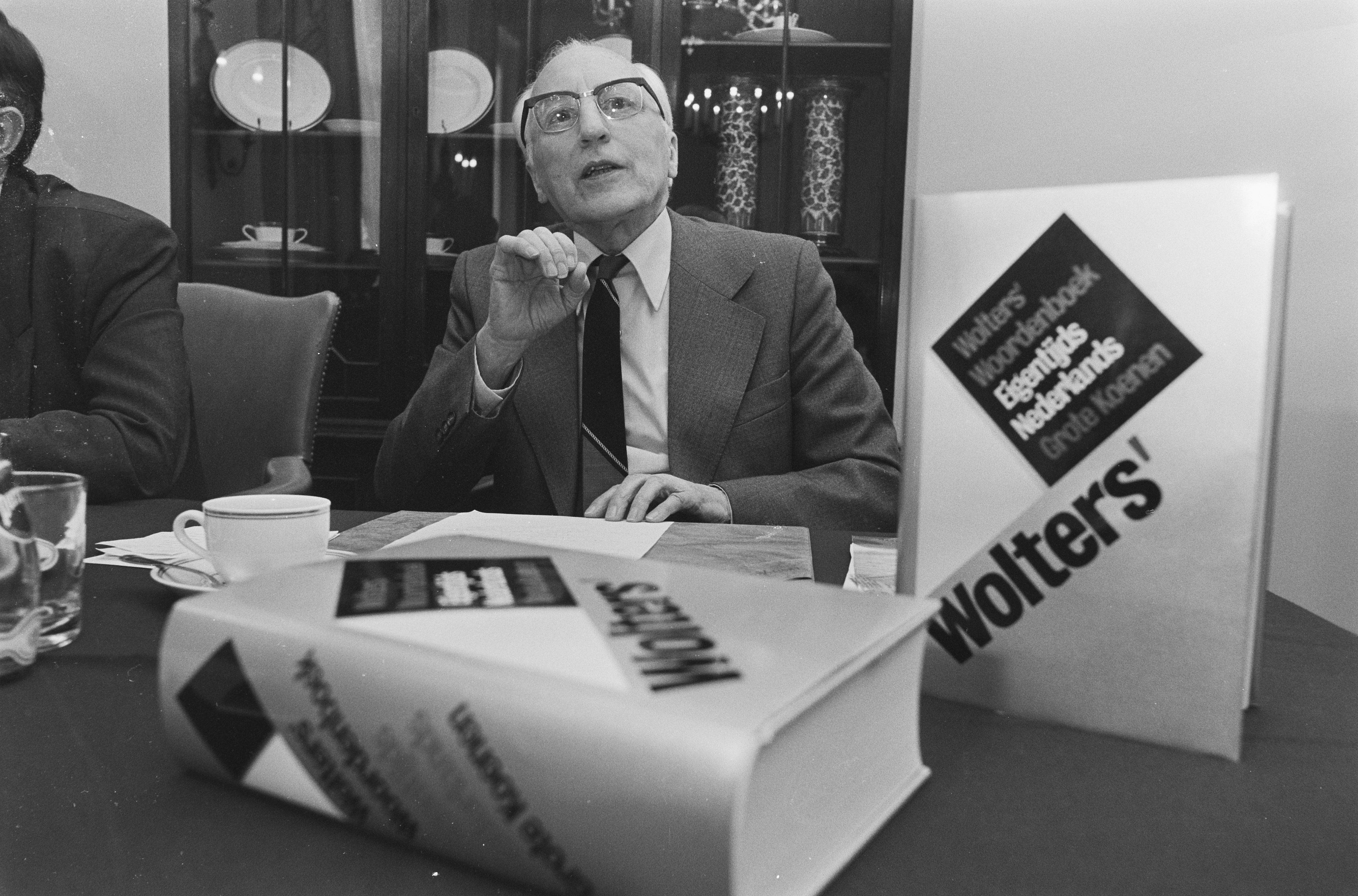
Auteur dr. J.B. Drewes presenteert zijn Wolters' woordenboek Eigentijds Nederlands Grote Koenen, 21 oktober 1986. Foto Rob Croes.

Uitgeverij J.B. Wolters is een voormalige uitgeverij van voornamelijk schoolboeken, schoolplaten en leesplankjes, gevestigd in Groningen. Het bedrijf werd in 1836 gesticht door Jan Berends Wolters (1808-1860) en heeft bestaan tot 1968, toen het fuseerde met P. Noordhoff tot Wolters-Noordhoff. In 1915 werd een kantoor geopend in Den Haag en in 1923 een in Batavia (nu Jakarta). Vanaf 1958 was er eveneens een Belgische afdeling in Leuven.

## Bekende uitgaven
Onder meer:
- De Grote Bosatlas, die tegenwoordig door het fusiebedrijf Noordhoff Uitgevers wordt uitgegeven.
- Nederlandsche Schoolplaten onder meer
  - Twintig platen voor aanschouwingsonderwijs 1891, 1895 door H. Scheepstra en W. Walstra, Steendruk v. P.W.M. Trap.
  - Schoolplaten voor de Vaderlandsche Geschiedenis, 1910-1971 De geschiedenis gekleurd en 1979, door auteurs J. W. de Jongh en H. Wagenvoort (vanaf 1940 J.J. Moerman en vanaf 1954 D. Wijbenga). Illustratoren waren Gerard van Hove, J.H. Isings Jr., C. Jetses, J.J.R. de Wetstein Pfister, Hermann Wislicenus, G. Westerman en J. Hoynck van Papendrecht
  - Dieren in hun omgeving - 1e Serie, In ons land, 1931-1979, door L. Dorsman Czn., K. M. Knip en A. Mellink, geïllustreerd door M. A. Koekoek.
- Woordenboeken, onder meer Koenen

## Vermelde vestigingen
De vestigingen werden als volgt vermeld op de uitgaven, waarmee ze ook gedateerd kunnen worden:
| Plaatsnaam                   | Periode     | Uitleg |
| ---------------------------- | ----------- | --- |
| Groningen                    | tot in 1915 | |
| Groningen, Den Haag          | 1915-1931   | |
| Groningen, Den Haag, Batavia | 1931-1933   | De vestiging in Batavia sinds 1923 werd vanaf 1931 vermeld op leesplankjes en schoolplaten.                                                                                        |
| Groningen, Batavia           | 1934-1949   | De vestiging in Den Haag tot in 1940 werd vanaf 1934 niet meer vermeld op leesplankjes en schoolplaten.                                                                            |
| Groningen, Djakarta          | 1950-1955   | Vanaf 1942 heette Batavia Djakarta, maar deze naam werd pas na erkenning van de onafhankelijkheid door Nederland in december 1949 in 1950 vermeld op leesplankjes en schoolplaten. |
| Groningen                    | 1956-1966   | |
| Wolters-Noordhoff Groningen  | 1968-2008   | Sinds 1979 werd er verkocht via De Vuurbaak. Na ongeveer 1968 werden geen leesplankjes meer uitgegeven.                                                                            |
| Noordhoff Uitgevers          | 2008-heden  | Geen schoolplaten. |

## Galerij

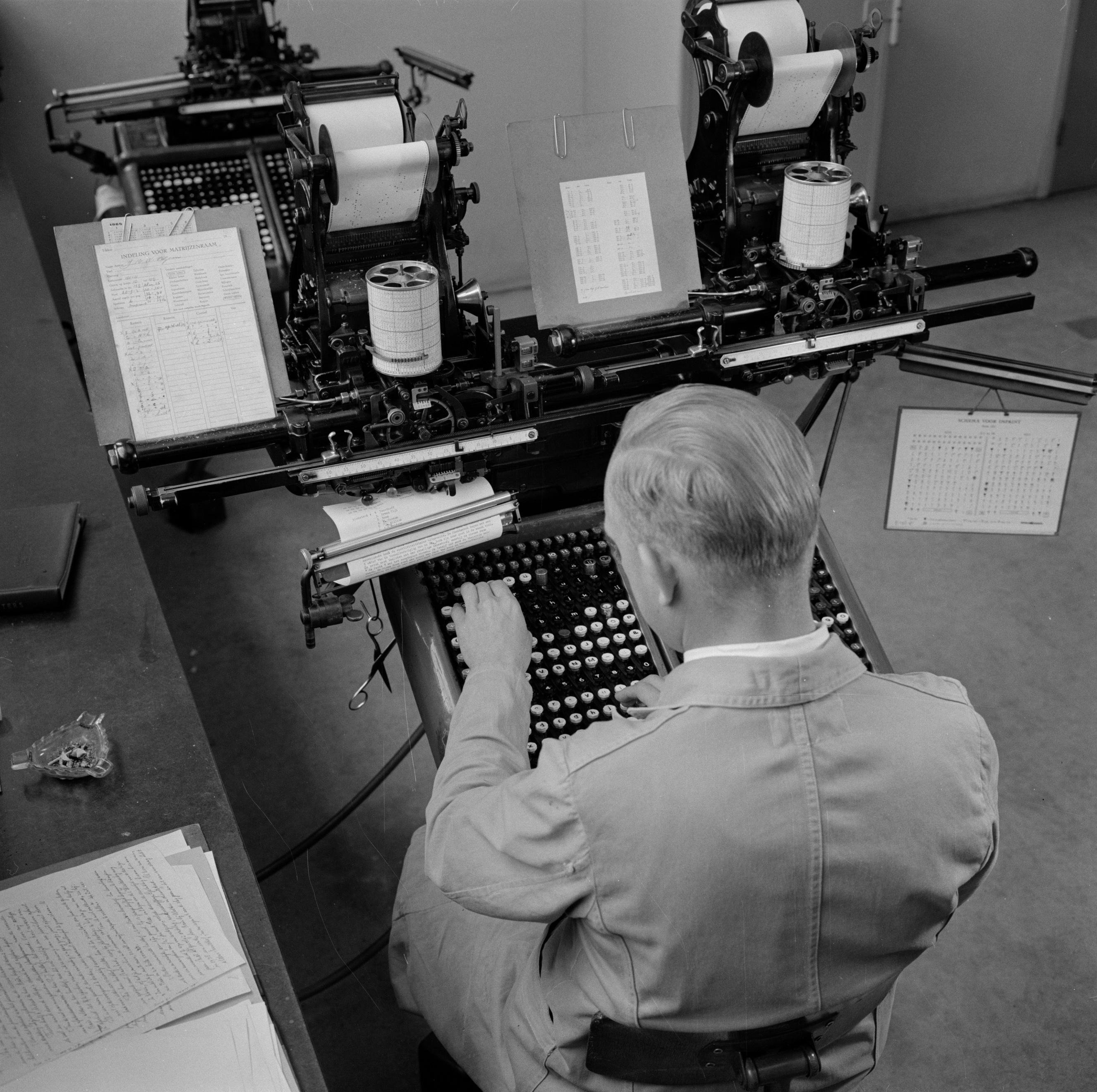
Zetter, 1965
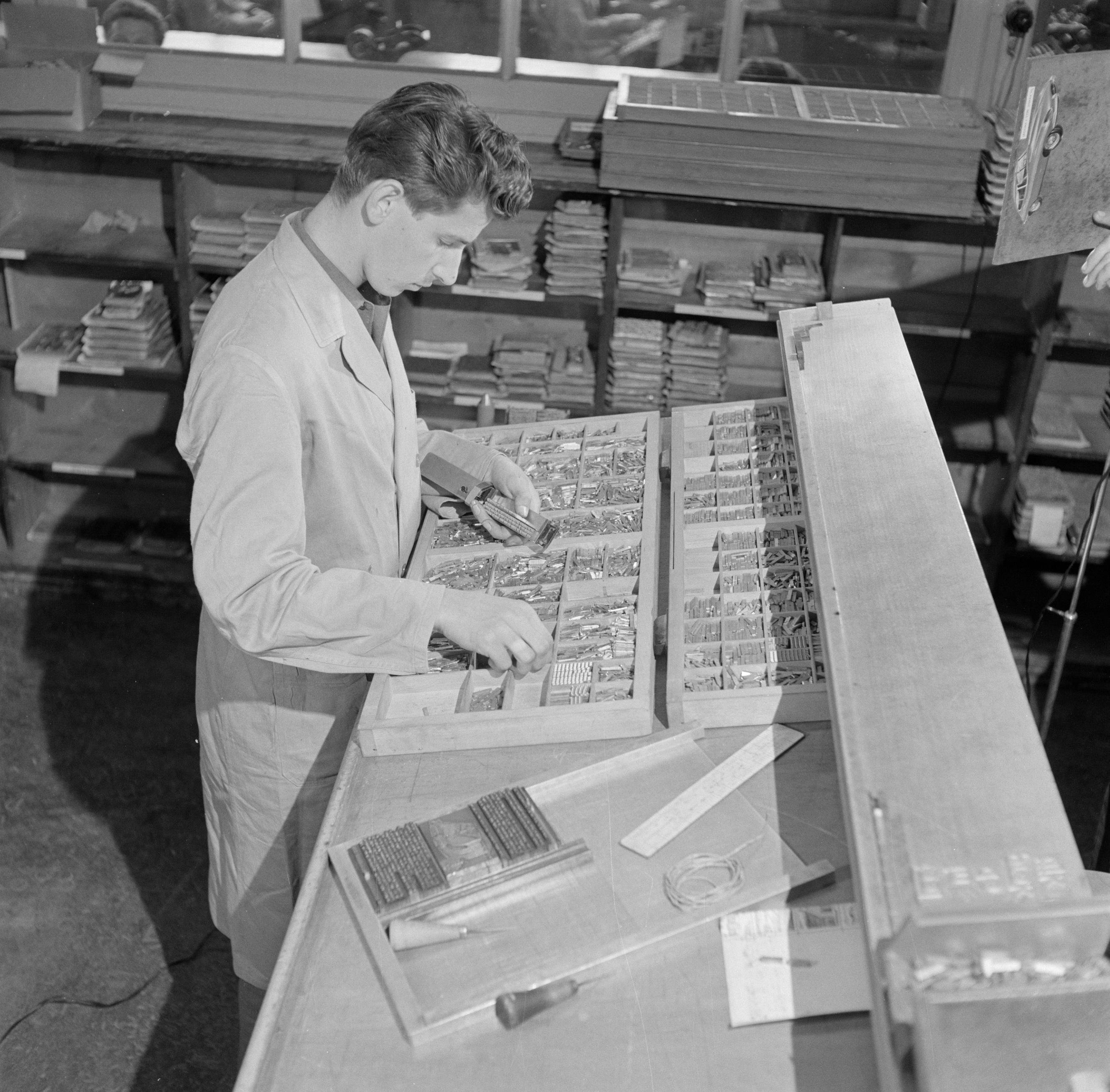
Zetter, 1965
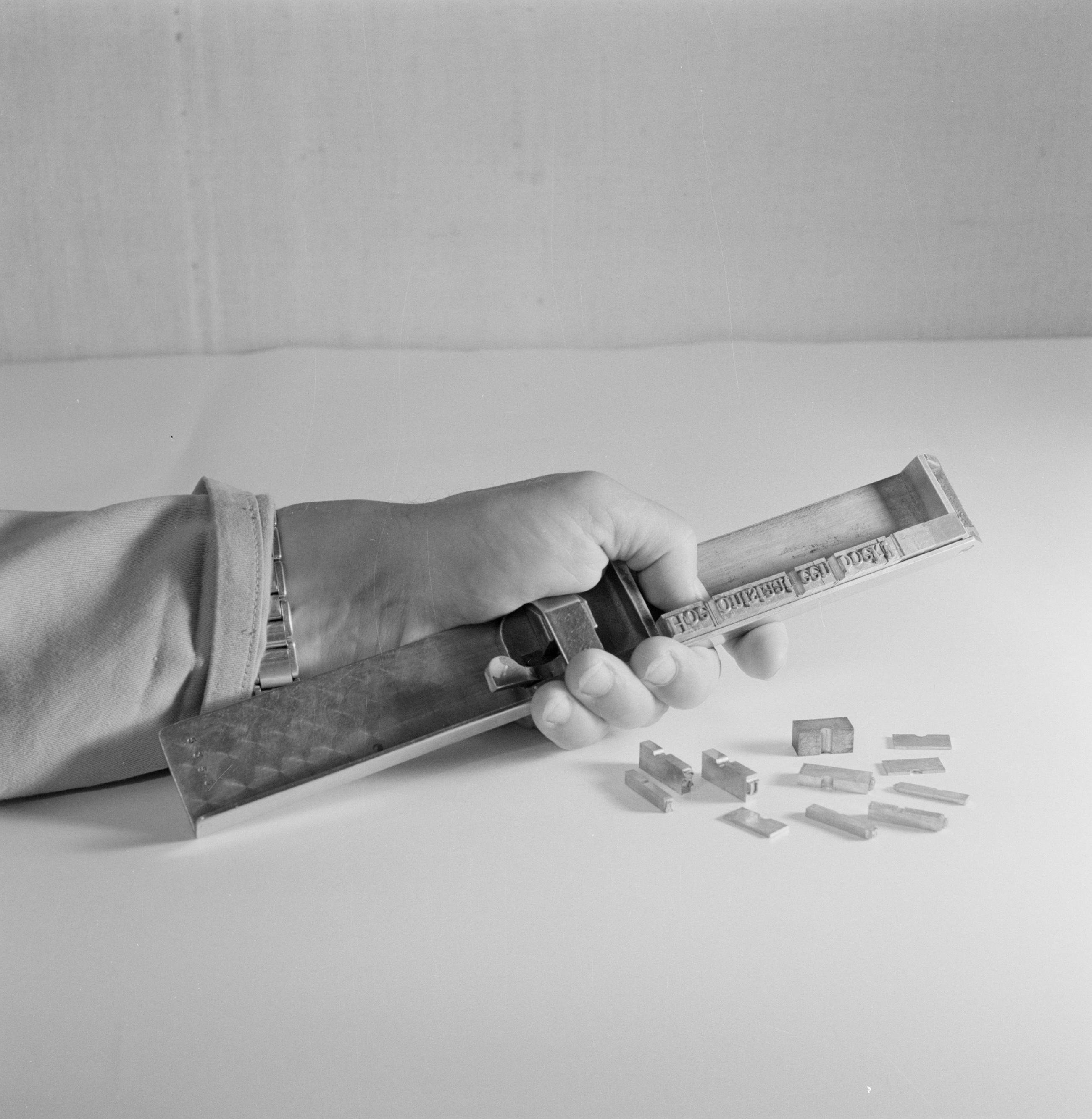
Hand met zethaak en zetsel
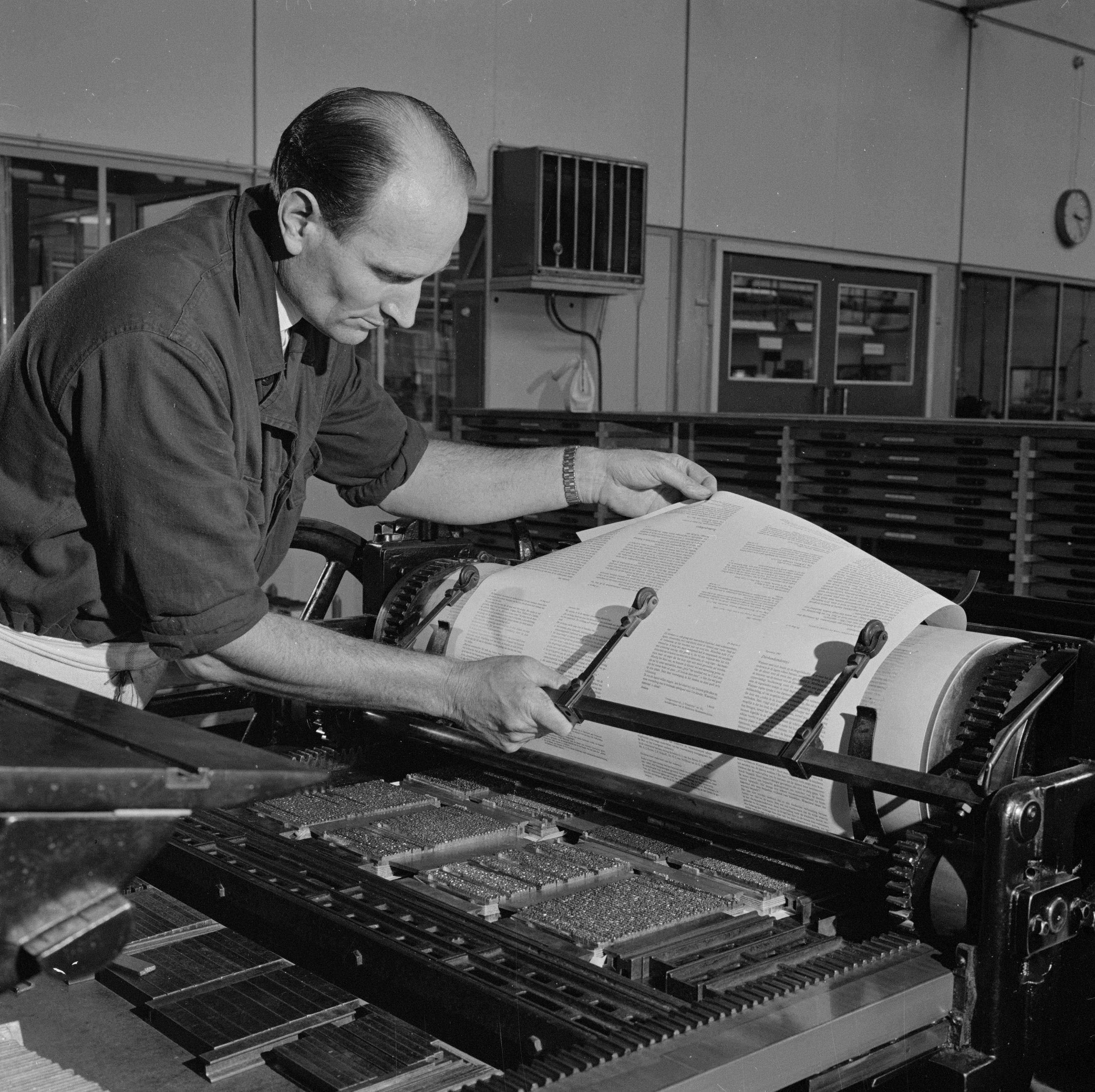
Een medewerker controleert het drukwerk op de drukpers
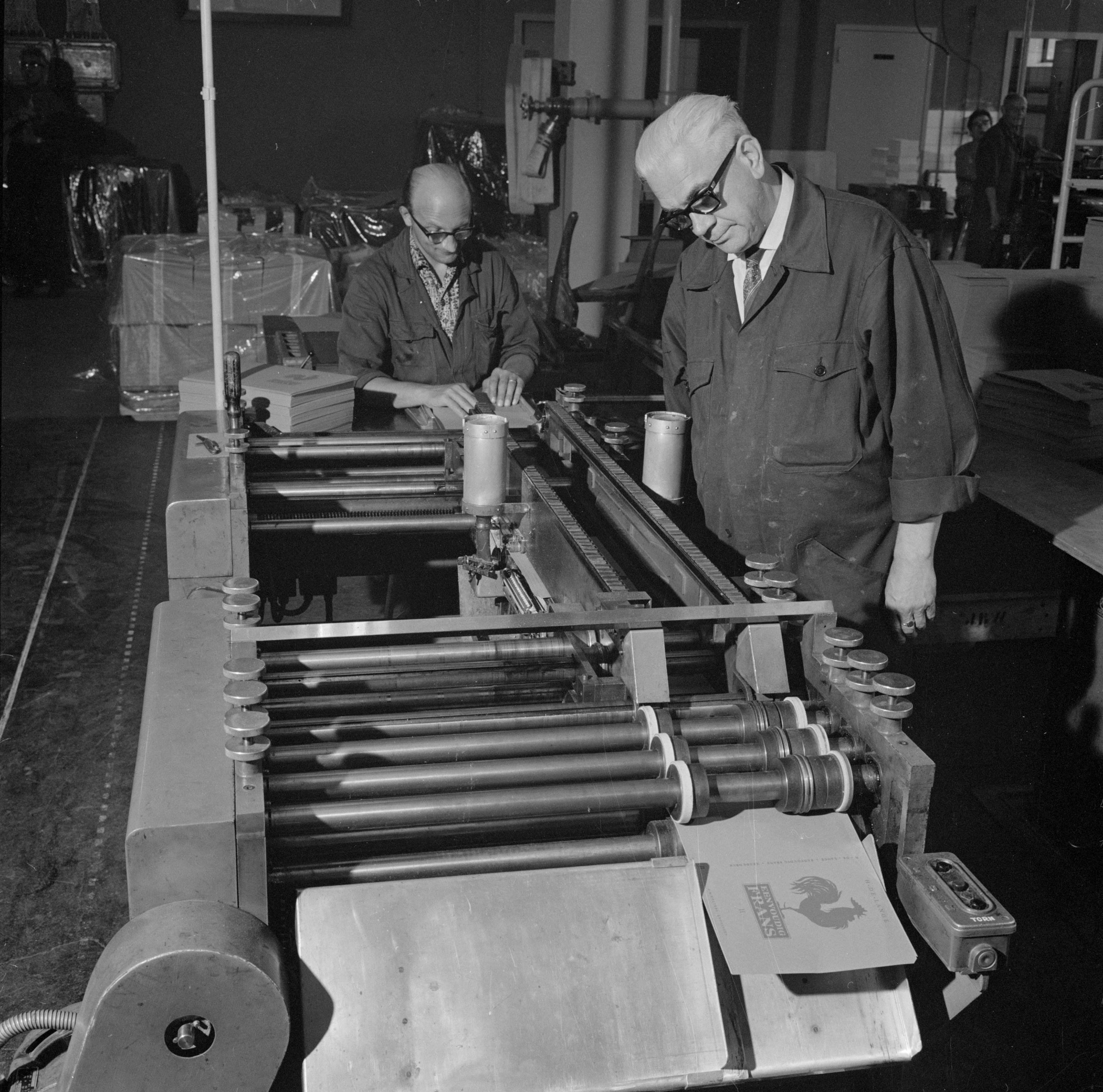
Drukkers maken een leerboek Frans, 1965
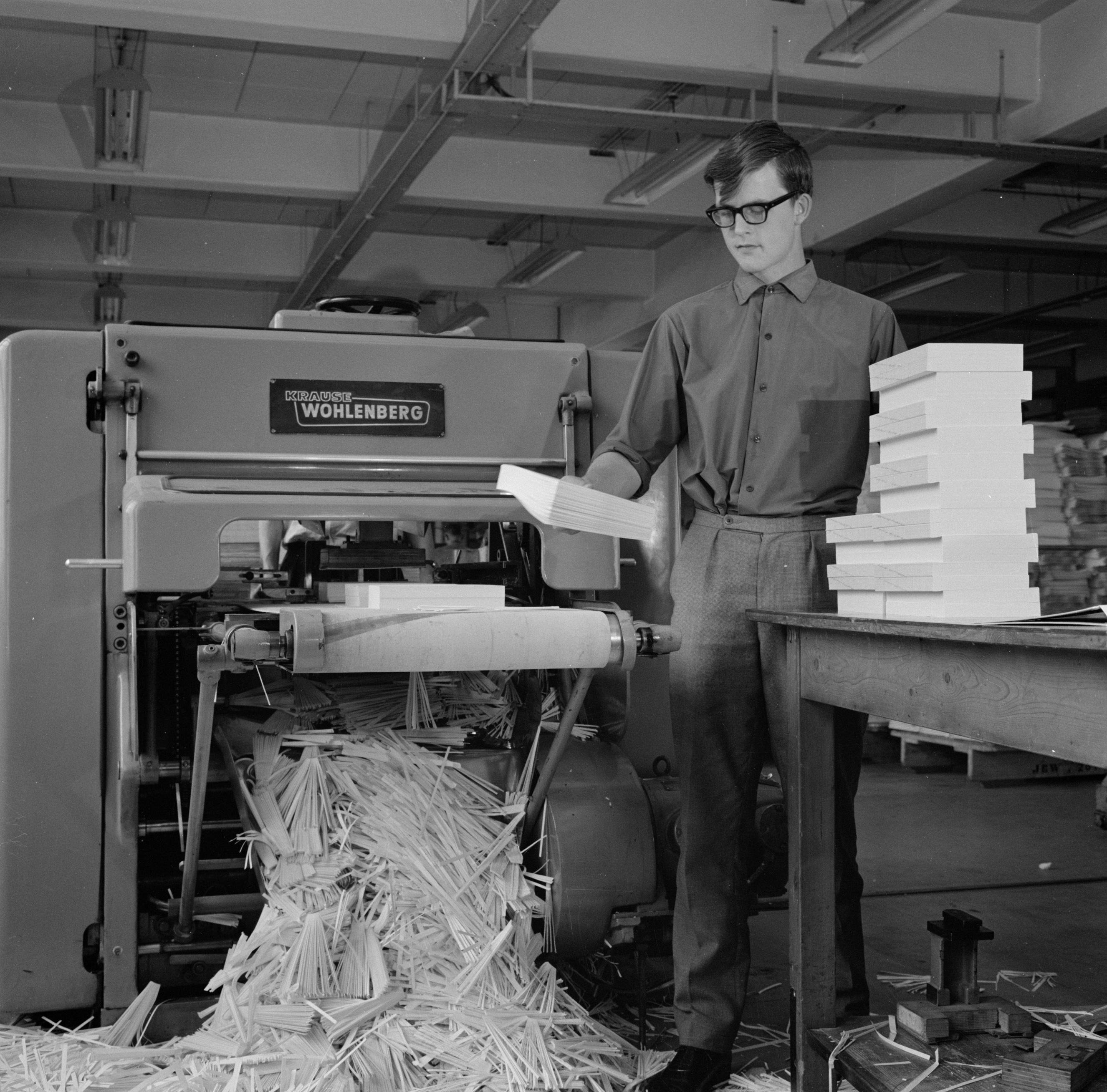
Medewerker met snijmachine, uitgeverij J.B. Wolters, 1965. Foto: Willem van de Poll
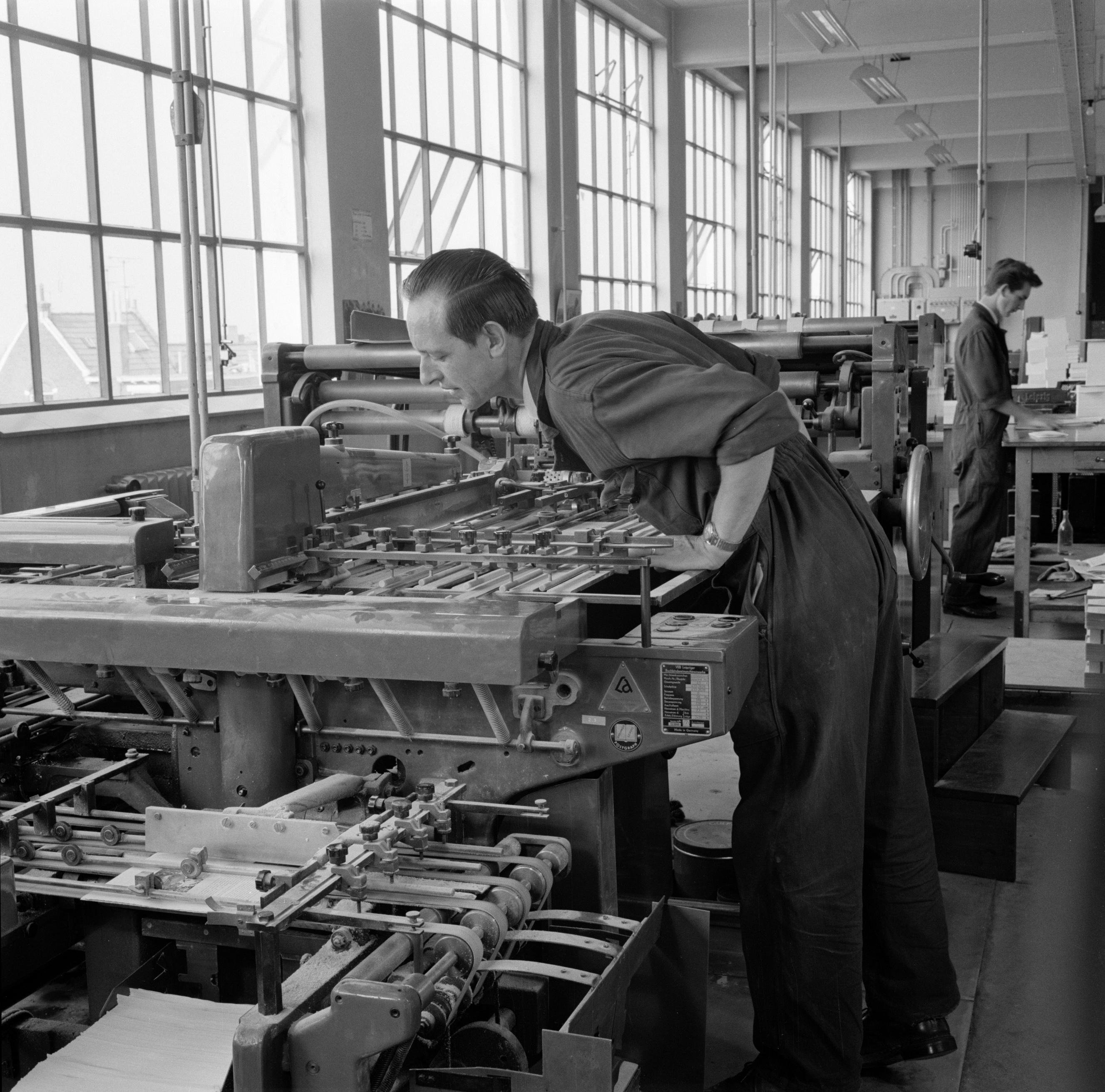
Medewerkers met sorteermachine, 1965
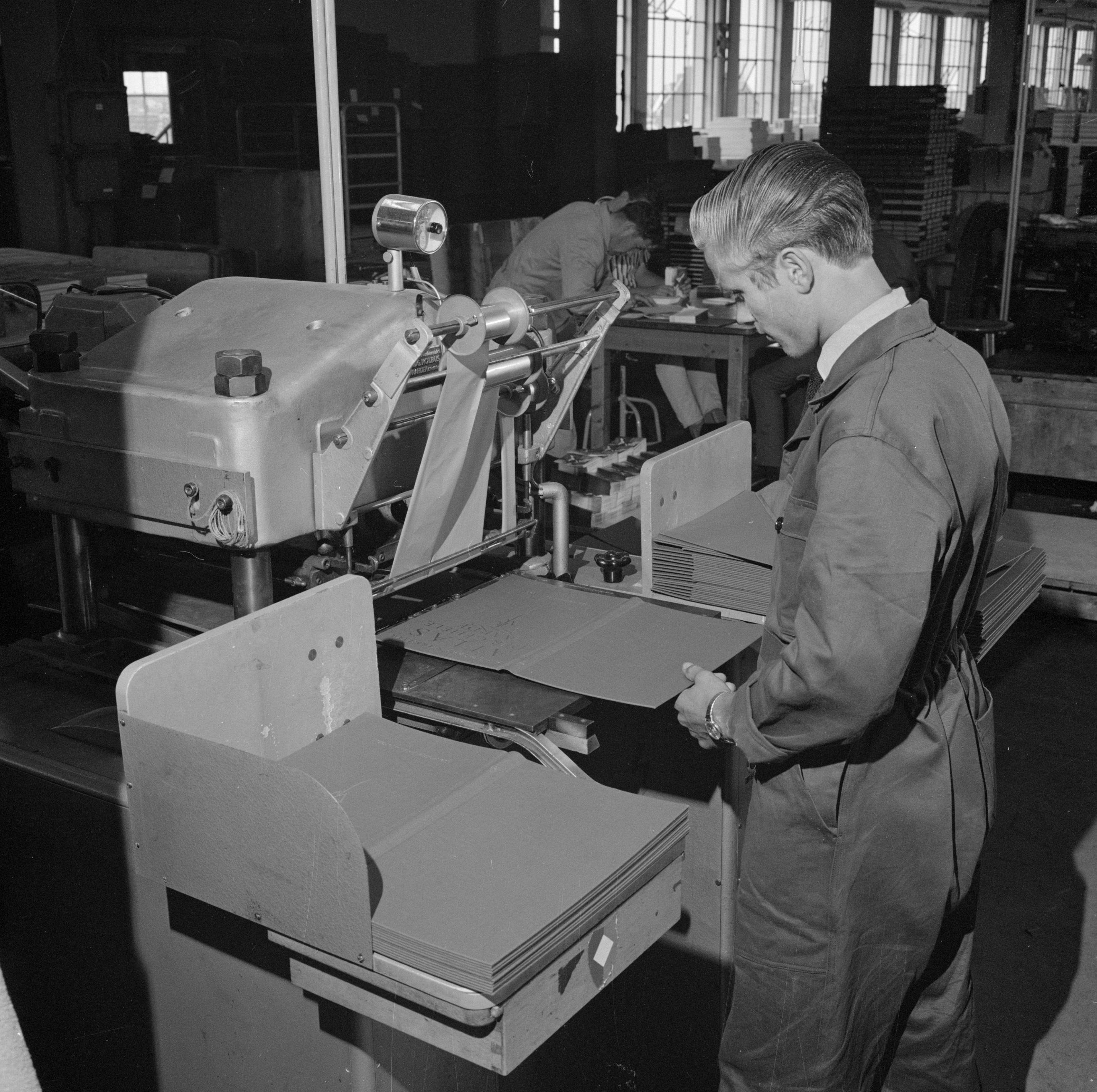
Banddrukkers, 1965
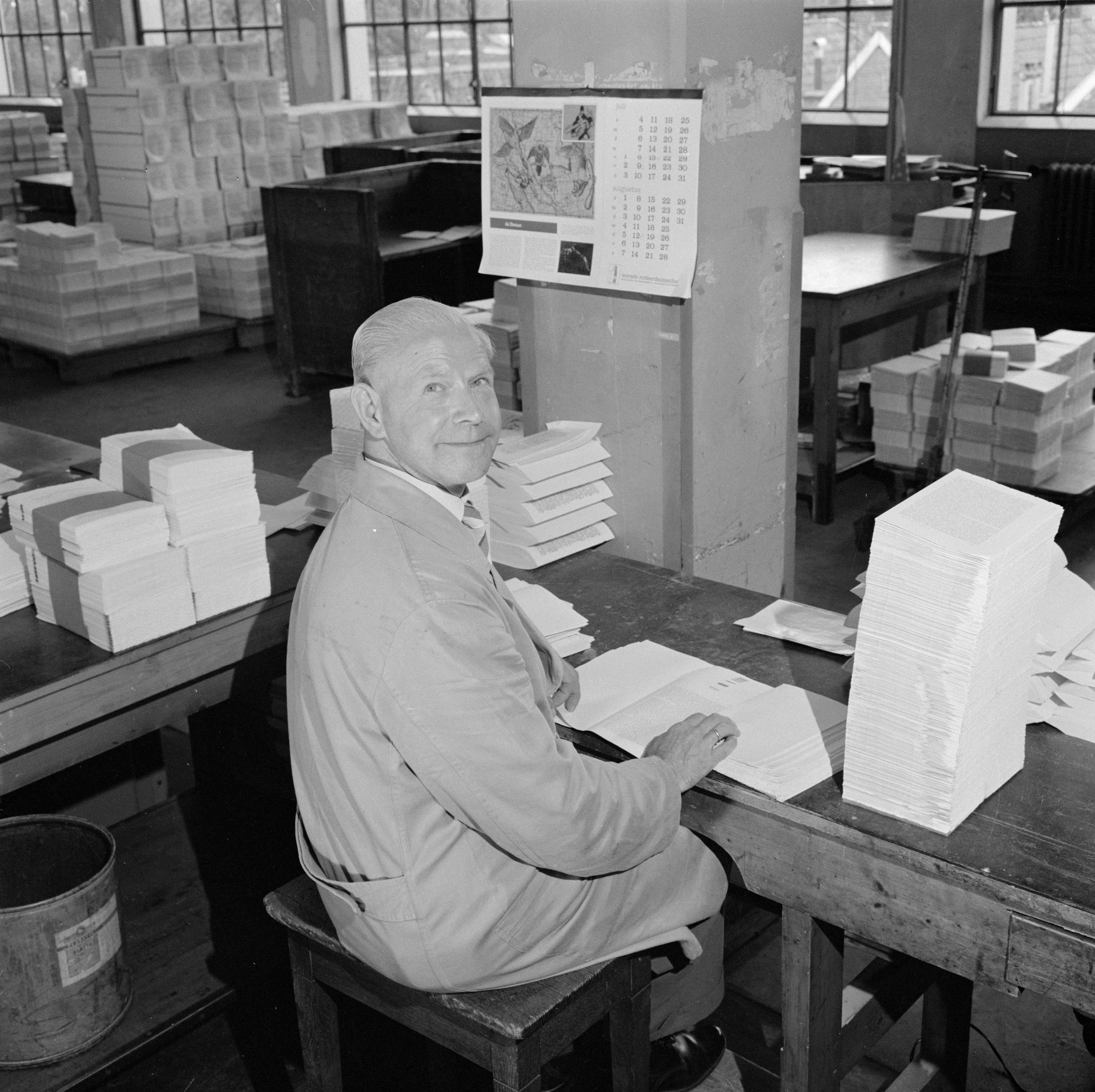
Medewerker met boeken in losse katernen, 1965
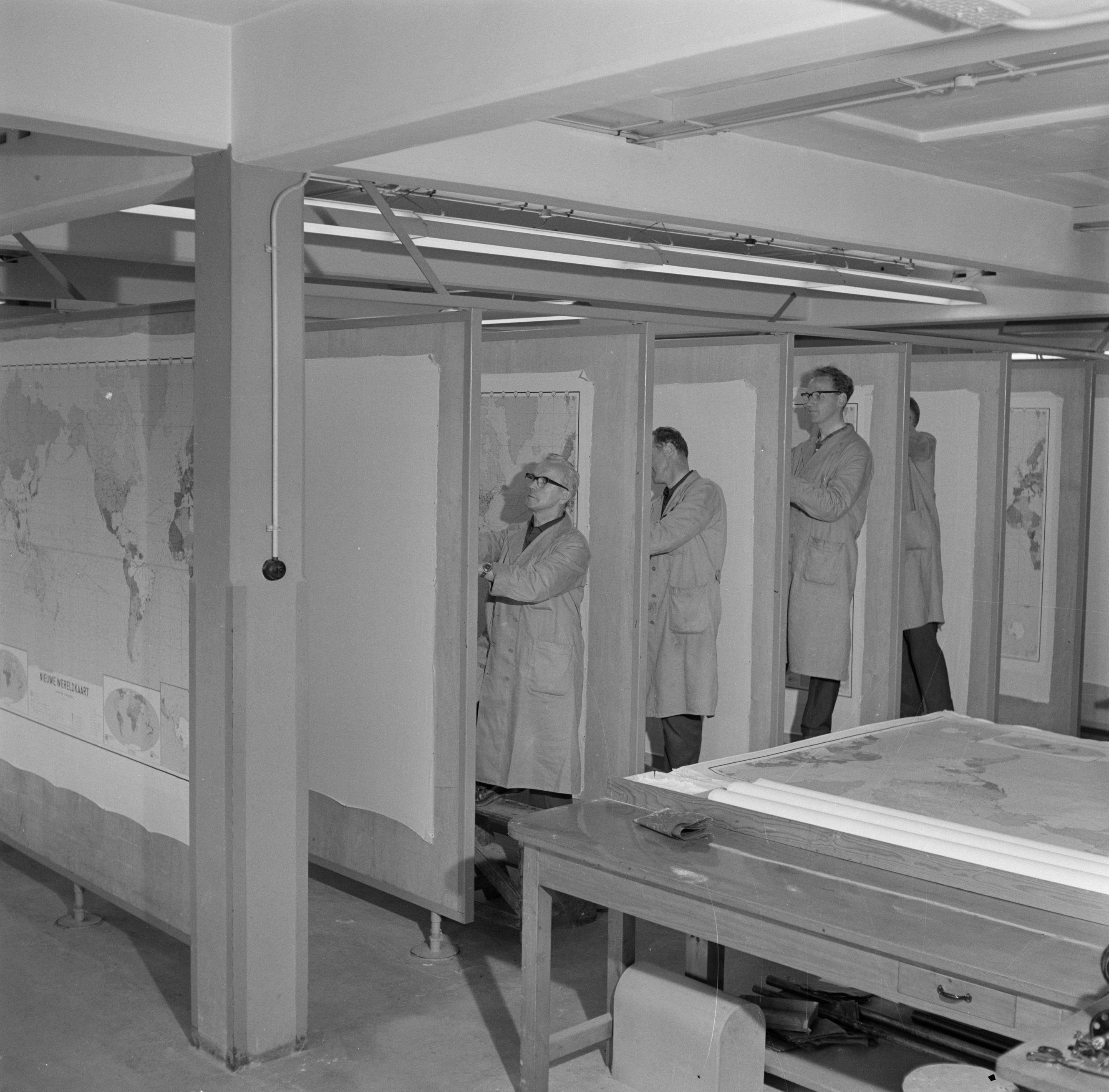
Medewerkers plakken landkaarten op linnen, 1965
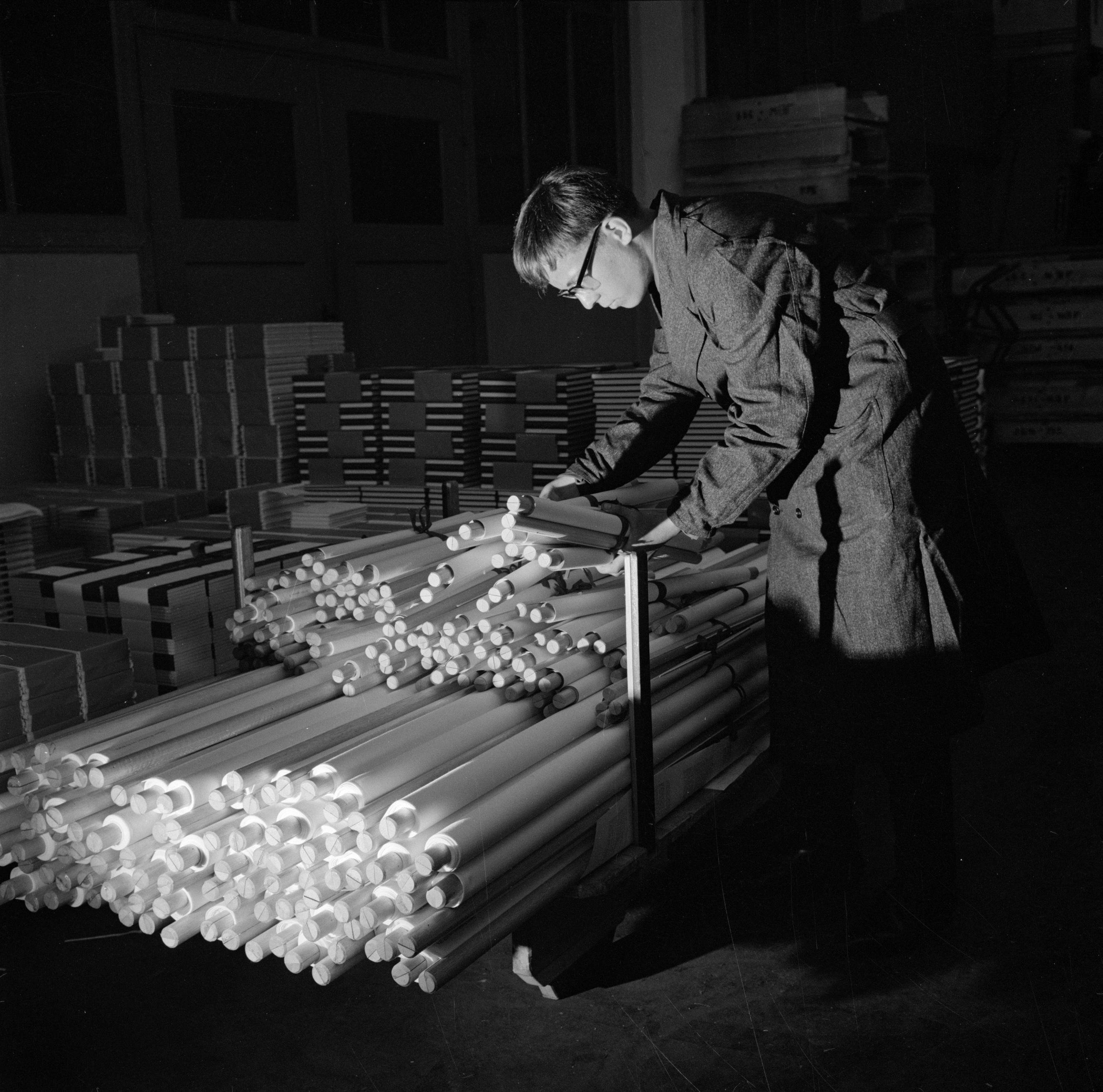
Medewerker met opgerolde schoolkaarten, 1965
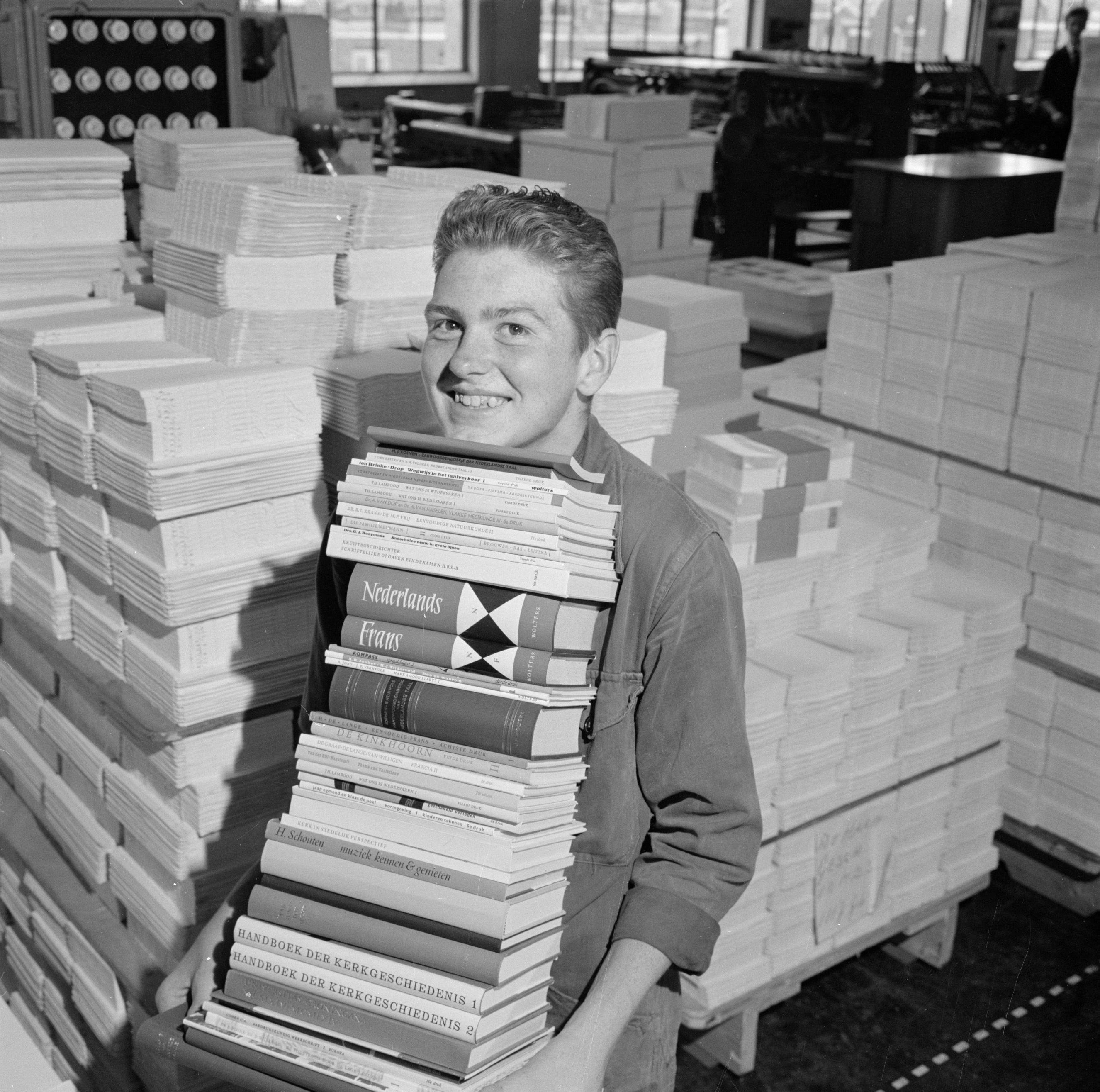
Magazijnjongen met deel van het uitgavenaanbod, 1965